# Madonna col Bambino (Filippo Lippi Monaco)
La Madonna col Bambino è un'opera, tempera su tavola (76,3x54,2 cm), di Filippo Lippi, databile al 1465 circa e conservata nell'Alte Pinakothek di Monaco di Baviera.

## Storia
L'analisi radiografica dell'opera ha permesso di stabilire come essa fosse originariamente nata come copia della Lippina, modificata in un secondo momento. La nuova tavola divenne a sua volta un prototipo molto ammirato e copiato, come dimostrano alcune copie della bottega del Verrocchio (alla Gemäldegalerie di Berlino e al Louvre).
Forse era destinata a un palazzo privato, ma se ne ignorano le vicende prima del 1808, quando venne acquistata da un certo abate Rivanni a Firenze, per entrare nelle collezioni del principe Ludovico di Baviera.

## Descrizione e stile
La composizione ricorda da vicino la Lippina, anche se è notevolmente semplificata per la scomparsa della finestra e degli angeli. Il Bambino è in braccio alla madre, ruotata di tre quarti e con le gambe in tralice che evidenziano la profondità spaziale, e tende le braccia verso di essa per abbracciarla. Lo sfondo è composto da un paesaggio a volo d'uccello che si perde all'orizzonte e che è ispirato all'arte fiamminga. L'uso del colore però si discosta dal prototipo, infatti qui è più scuro e steso con pennellate più corpose, che danno un effetto di movimento estremamente moderno e testimoniano la continua volontà sperimentale del Lippi.